# Figura Trójcy Świętej w Nowej Rudzie
Figura Trójcy Świętej w Nowej Rudzie – przy ul. Strzeleckiej 2, zwana Grupą koronacji Maryi przez Trójcę św. w Nowej Rudzie.
Figura wykonana została w stylu późnego baroku z piaskowca w 1798. Na wysokim cokole umieszczona jest Trójca św. poniżej MB Bolesna i św. Franciszek Ksawery. Na pomniku znajduje się inskrypcja po łac. IN / GLORIAM / TRINI VNI / DEI/ EREXIT / FRANCISCVS / XAVERVS / ROSENBERG / DIE 16 MAY / 1798, która mówi: Na chwałę w Trójcy św. jedynemu Bogu wzniósł Franciszkowi Ksaweremu Rosenberg, 16 maja 1798, z chronostychem zawierającym datę postawienia: MDCCLXXVVVVIIIIIIII -  1798. 

## Zobacz też

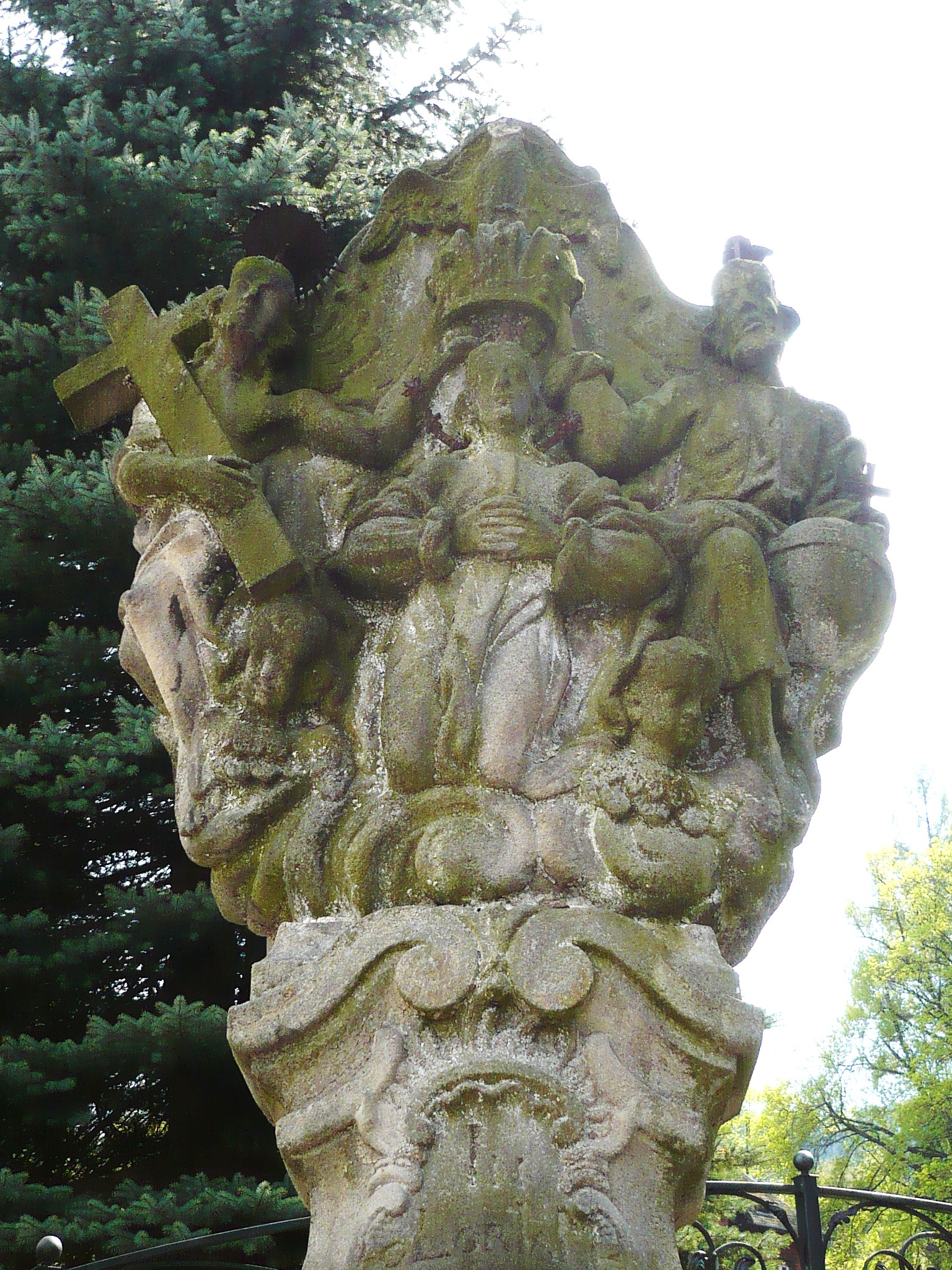
Figura Trójcy Świętej
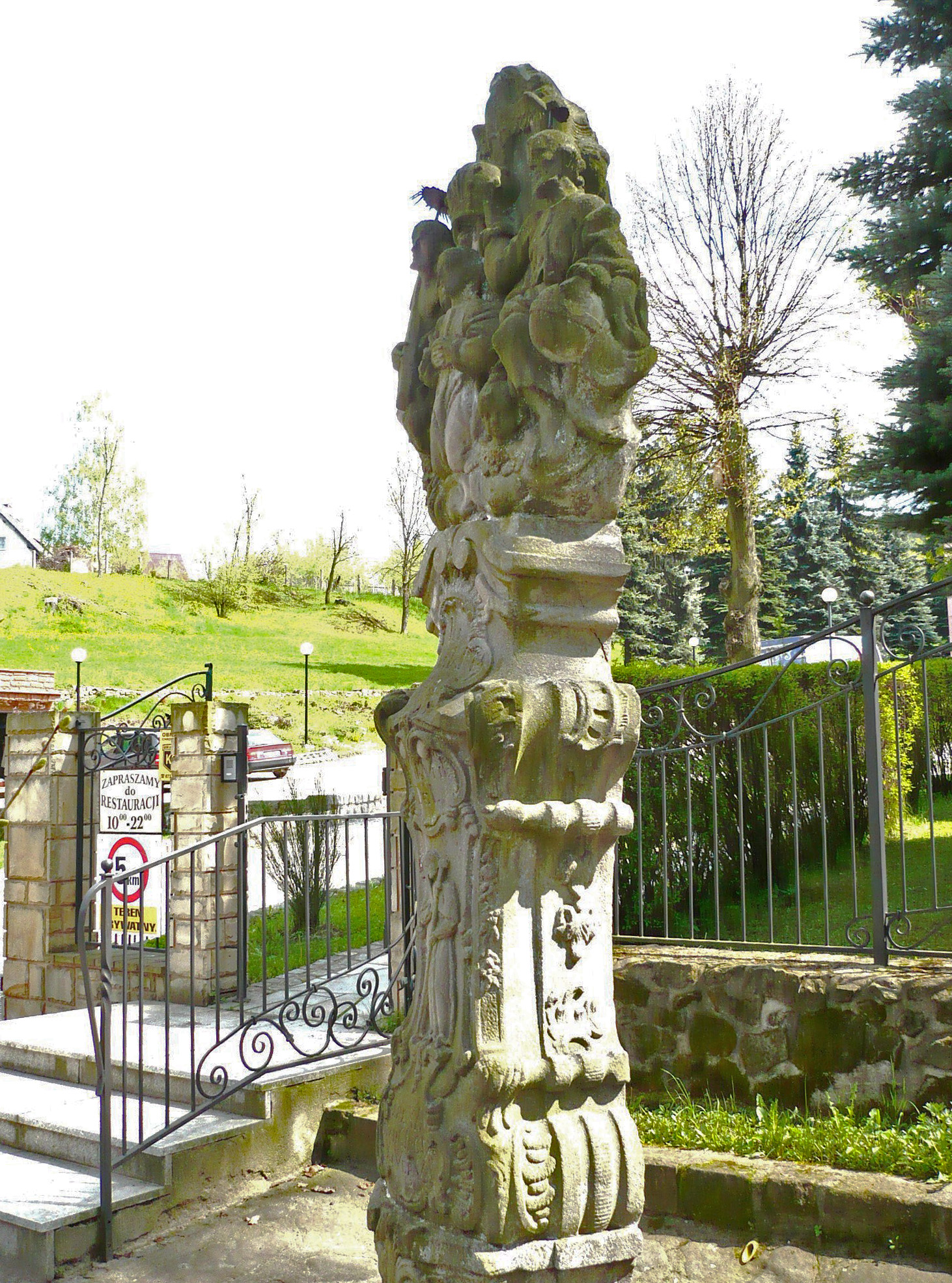
Figura Trójcy Świętej
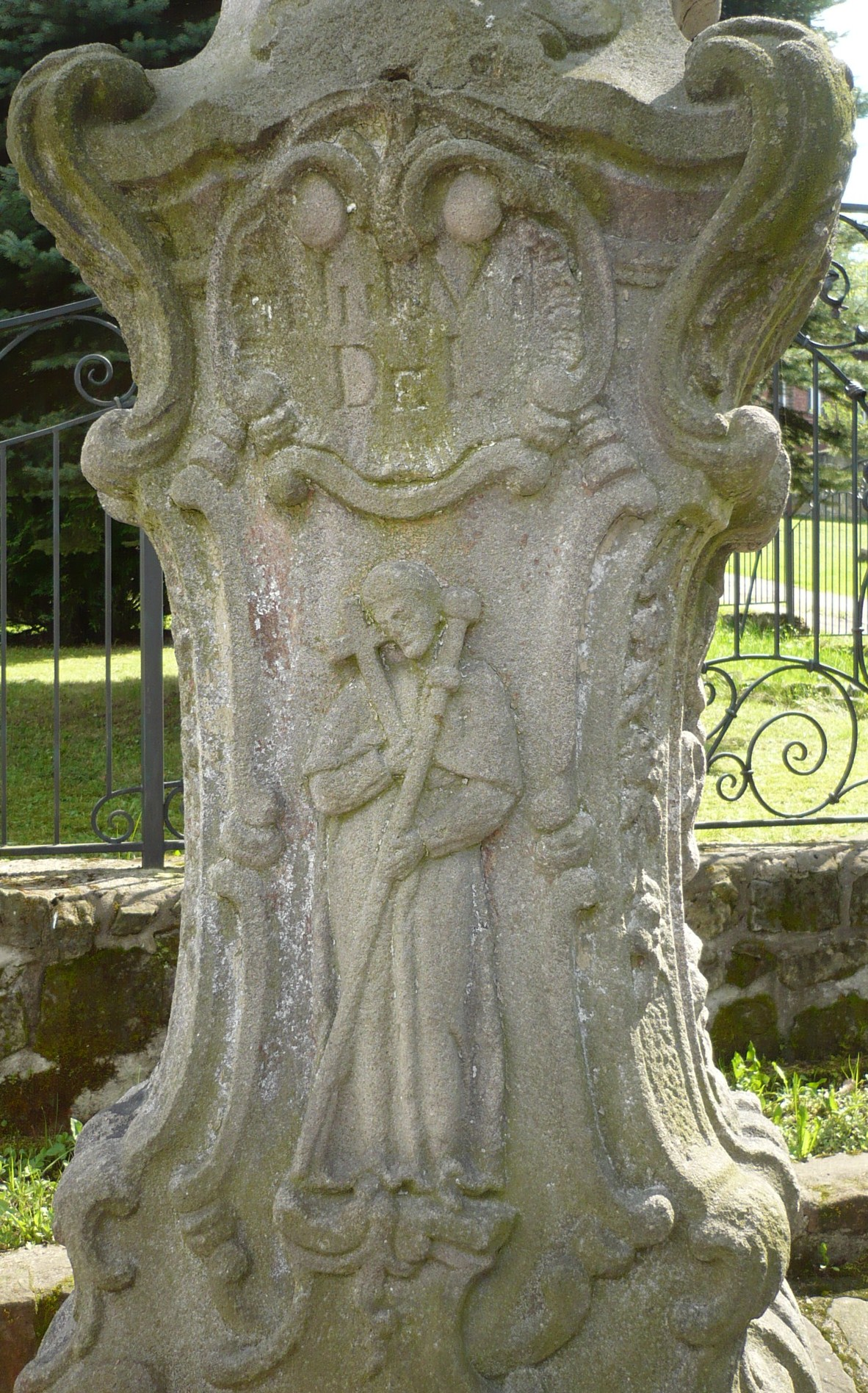
Figura Trójcy Świętej